# Für immer (Madeline-Juno-Lied)
Für immer ist ein Lied der deutschen Singer-Songwriterin Madeline Juno, das als Titellied zum Kinofilm Wendy – Der Film verwendet wurde.

## Entstehung und Artwork
Für immer wurde von der Interpretin selbst, gemeinsam mit dem deutschen Autoren und Produzenten Markus Brosch, geschrieben. Brosch zeichnete darüber hinaus auch für die Produktion verantwortlich. Bereits für Junos vorheriges Studioalbum Salvation schrieben die beiden zusammen die Lieder Broken und Stupid Girl, die von Brosch ebenfalls produziert wurden.
Auf dem Frontcover der Single ist – neben Künstlernamen, Albumtitel und dem Logo von Wendy – Juno zu sehen. Es zeigt sie hüftaufwärts, von der Seite, mit dem geraden Blick nach links. Während der Hintergrund pink gehalten ist, wird Juno von einem bläulichen Licht angestrahlt. Die Fotografie entstand bei den Dreharbeiten zu No Words, einer Promo-Single, die auf die Veröffentlichung von Für immer folgte.

## Veröffentlichung und Promotion
Die Erstveröffentlichung von Für immer erfolgte als Single am 20. Januar 2017. Diese erfolgte als digitaler Einzeltrack zum Download und Streaming durch das Musiklabel Embassy of Music. Für den Vertrieb war Tonpool zuständig, verlegt wurde das Lied durch Edition Zac Tenenbaum, Emma’s Park Music und Sony Music Publishing.
Am 27. Januar 2017 erschien das Lied als Teil des Albums Wendy – Das Musikalbum zum Kinofilm (Katalognummer: 88985 40571 2), dem Soundtrack zum ersten Wendy-Kinofilm. Bei Für immer handelt es sich dabei um das Titellied des Kinderfilms. Auf dem Album befindet sich darüber hinaus eine „Karaoke-Version“ des Liedes.

## Hintergrund
Bei Für immer handelt es sich bereits um den dritten Film-Titelsong von Juno; den ersten den sie in deutscher Sprache aufgenommen hat. Zuvor fand ihre Debütsingle Error Verwendung in der deutschen Komödie Fack ju Göhte (Oktober 2013) und ihre Nachfolge-Single Like Lovers Do im deutsch-kanadischen Katastrophenfilm Pompeii (Februar 2014). Juno selbst bestätigte, dass sie Für immer speziell für den Wendy-Film geschrieben habe.

## Inhalt
| „So wie wir heute sind, es bleibt für immer. Wir zwei sind dafür bestimmt, Freunde für immer. Müssen wir auch über Feuer springen oder Berge erklimmen, das kriegen wir hin. Denn so wie wir heute sind, so bleibt’s für immer.“ – Refrain, Originalauszug | Der Liedtext zu Für immer ist in deutscher Sprache verfasst. Geschrieben und komponiert wurde das Stück gemeinsam von Marcus Brosch und Madeline Juno. Musikalisch bewegt sich das Lied im Bereich Popmusik. Das Tempo beträgt 155 Schläge pro Minute. Die Tonart ist es-Moll. Inhaltlich geht es in Für immer um eine schicksalshafte Freundschaft („Wir zwei sind dafür bestimmt“), die ein Leben lang anhalten soll („Freunde für immer“). Juno singt davon, das sie sich ohne eine bestimmte Person manchmal einsam fühlt („Manchmal fühlt’s sich so an als wär ich ganz alleine hier“) und wie schnell die Zeit vergeht, wenn sie mit dieser Person zusammen ist („Die Zeit verrinnt wenn wir zusammen sind“). Sie singt davon, wie sie als Team gemeinsam alles schaffen können („Und seit wir ein Team sind, sind wir einfach unschlagbar […] Müssen wir auch über Feuer springen oder Berge erklimmen, das kriegen wir hin“). Aufgebaut ist das Lied auf zwei Strophen, einem Refrain, einer Bridge und einem Outro. Es beginnt mit der ersten Strophe, die als Vierzeiler verfasst wurde. An diese schließt sich zunächst der Prechorus an, der aus zwei Zeilen besteht, ehe der eigentliche Refrain einsetzt. Der Hauptteil des Refrains setzt sich dabei ebenfalls aus vier Zeilen zusammen. Der gleiche Aufbau wiederholt sich mit der zweiten Strophe. Auf den zweiten Refrain folgt als musikalisches Zwischenspiel die Bridge, die auch aus vier Zeilen besteht, auf die letztmals der Refrain folgt. Nach dem dritten Refrain endet das Lied mit dem Outro, das sich lediglich aus der sich wiederholenden Zeile „Ooh ooh ooh, ooh ooh ooh, das bleibt für immer“ zusammensetzt. |

## Musikvideo
Das Musikvideo zu Für immer feierte seine Premiere am 20. Januar 2017 auf YouTube, dem Tag der Singleveröffentlichung. Dieses lässt sich in zwei Abschnitte unterteilen, die immer wieder im Wechsel zu sehen sind. Zum einen zeigt es Szenen aus Wendy – Der Film, zum anderen sieht man Juno, die nur auf einem Hocker Platz genommen hat und das Lied singt. Sie trägt dabei einen grauen Wollpullover und eine pinke Jacke. Der Hintergrund ist in einigen Szenen komplett blau sowie in einigen Szenen komplett pink gehalten.
Die Gesamtlänge des Videos beträgt 3:15 Minuten. Alle Filmszenen entstanden unter der Regie von Filmregisseurin Dagmar Seume. Bis August 2023 zählte das Musikvideo über 700 Tausend Aufrufe bei YouTube.

## Mitwirkende
| Liedproduktion - Marcus Brosch: Komponist, Liedtexter, Musikproduzent - Madeline Juno: Gesang, Komponist, Liedtexter Musikvideo - Dagmar Seume: Regisseur | Unternehmen - Edition Zac Tenenbaum: Verlag - Embassy of Music: Musiklabel - Emma’s Park Music: Verlag - Sony Music Publishing: Verlag - Tonpool: Vertrieb |